# Beninská kuchyně

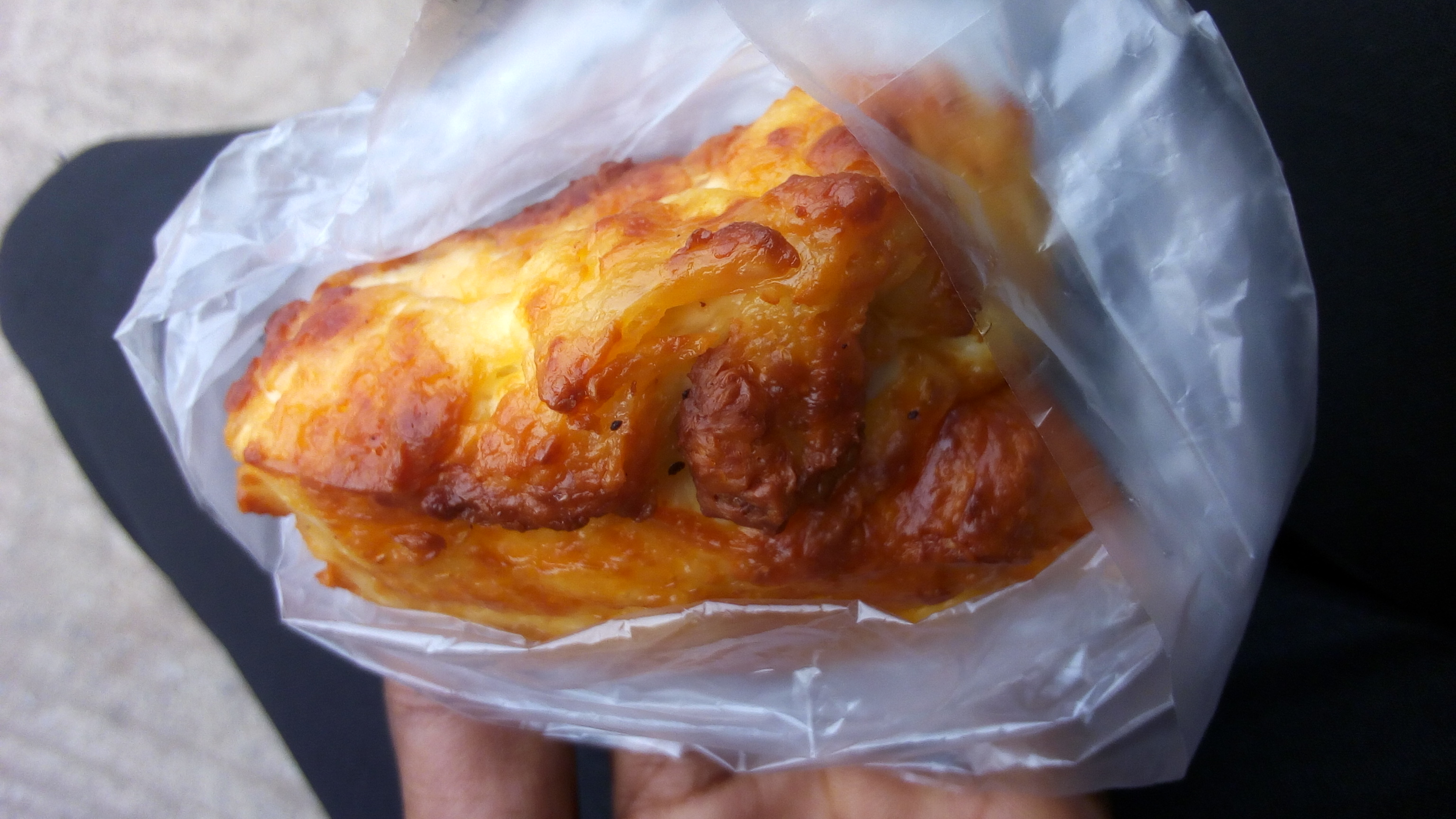
Beninský sýr wagasi

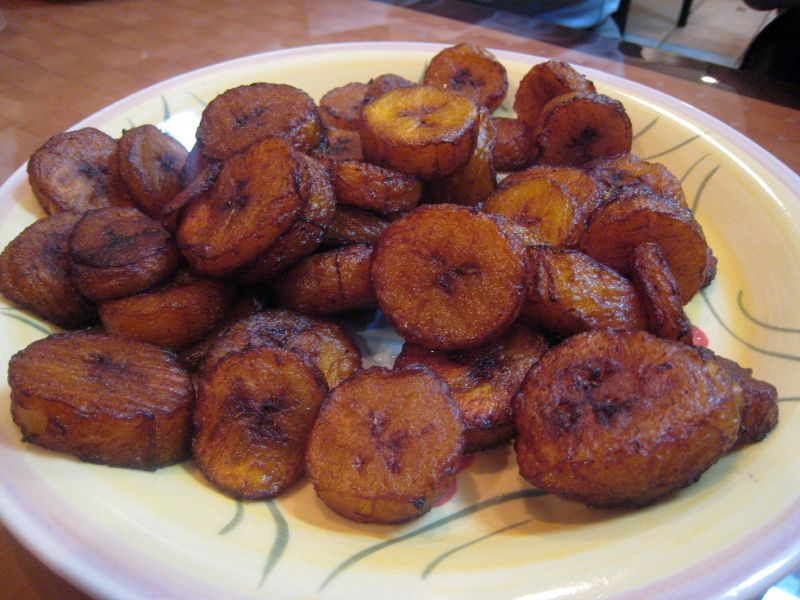
Aloko

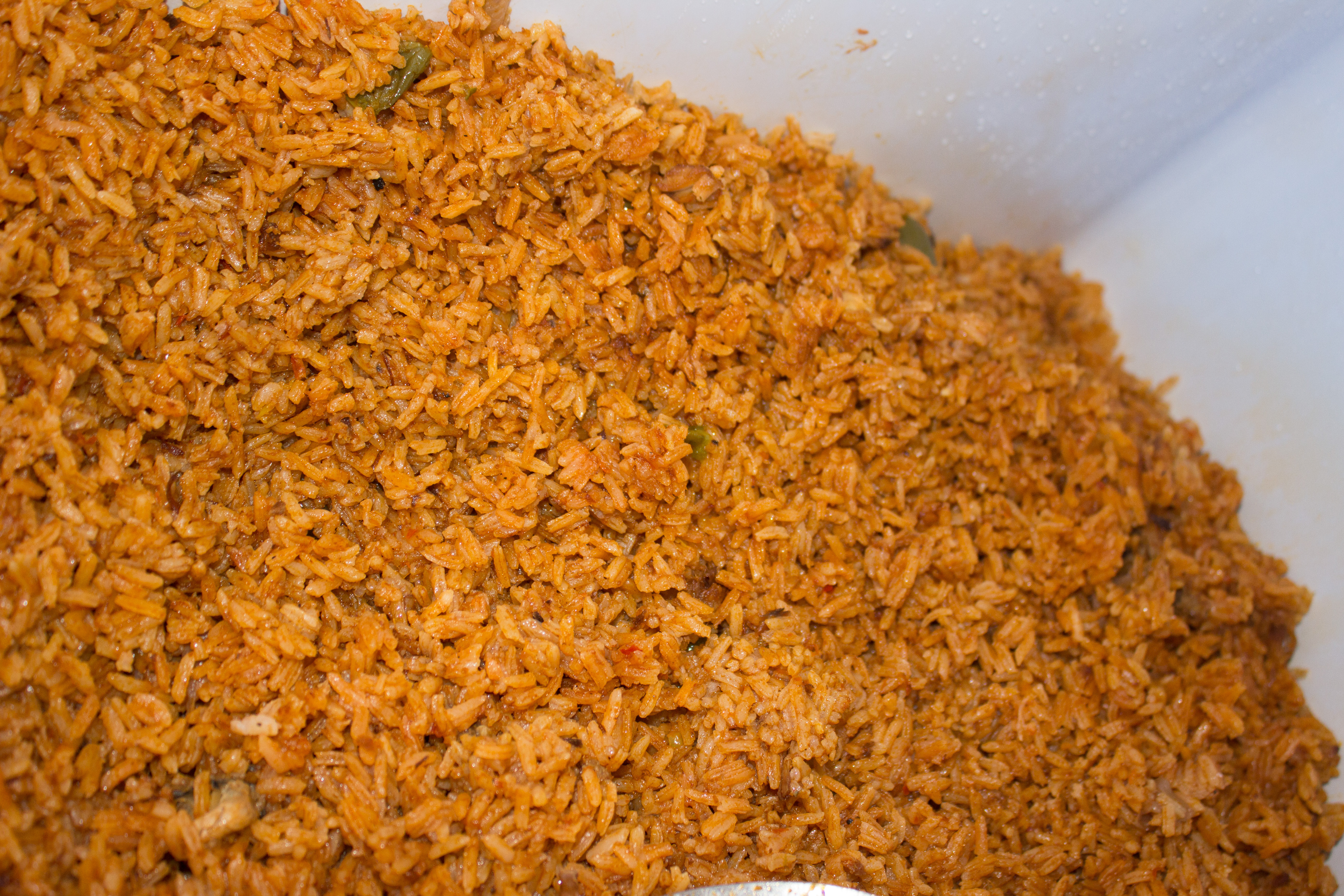
Jollof rice

Beninská kuchyně je založena na rýži, fazolích, rajčatech, kukuřice, batátech (sladkých bramborách), arašídech a kuskusu, dále používá hodně oleje (hlavně arašídového a palmového). Maso (převážně rybí a kuřecí, v menší míře také hovězí, vepřové, kozí a krysí) je v Beninu poměrně drahé, tudíž se tolik nepoužívá.

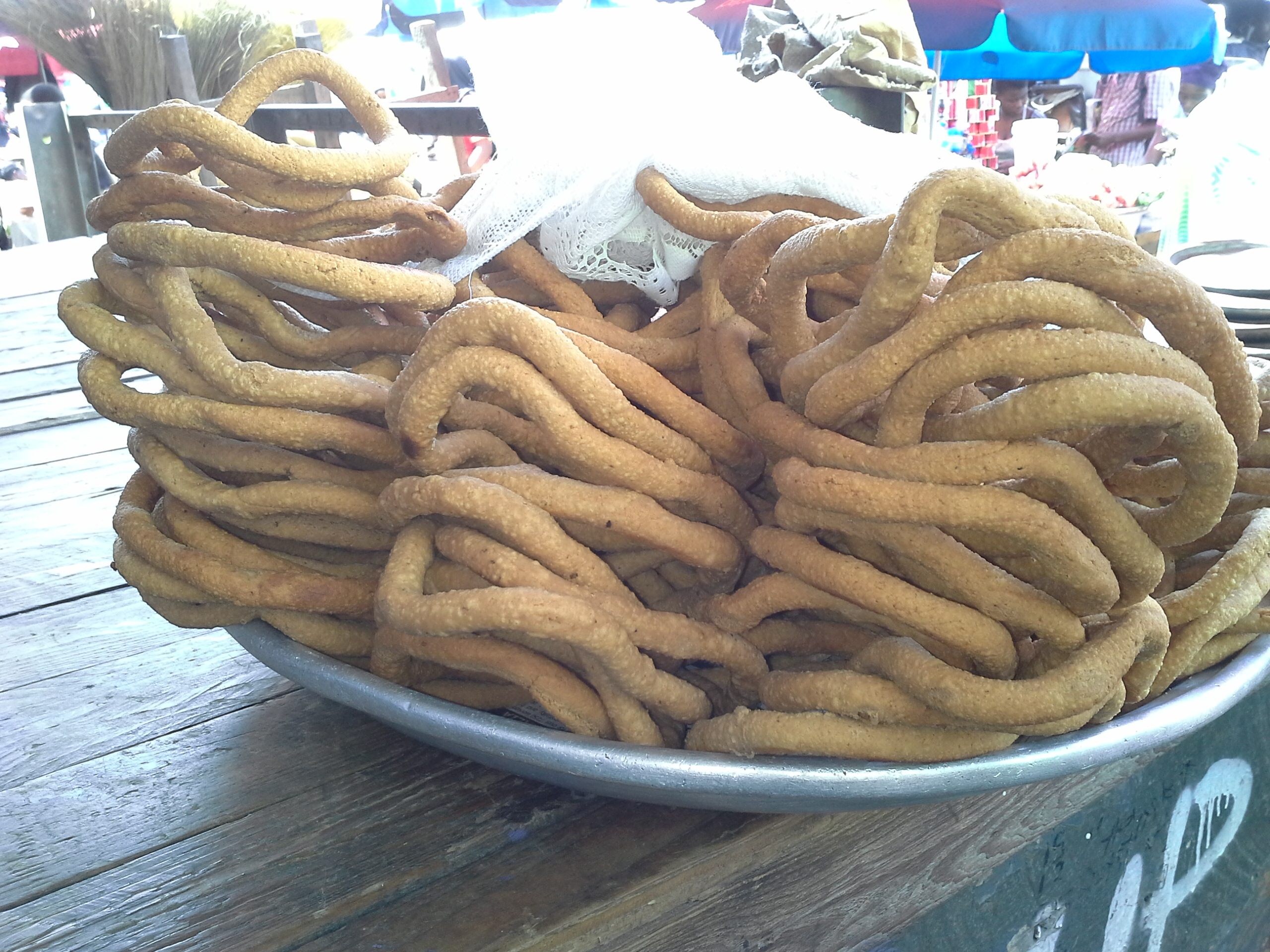
Kuli kuli, národní jídlo Beninu

## Regionální kuchyně
Kuchyně jižního a severního Beninu se liší.
V jižním Beninu je základní potravinou kukuřice, ze které se typicky připraví těsto, které se podává s různými omáčkami, obvykle založenými na rajčatech nebo arašídech. Také se zde lze setkat se smaženým masem, rýží nebo fazolemi. V jižním Beninu se také pěstuje ovoce (hlavně mandarinka, pomeranč, banán, kiwi, avokádo nebo ananas).
V severní Beninu jsou základní potravinou batáty, které se též podávají s rajčatovými a arašídovými omáčkami. Stejně jako v jižním Beninu se zde též podávají fazole, kuskus, rýže, maso (převážně vepřové a hovězí) nebo ovoce. V severním Beninu se do některých pokrmů přidává sýr.

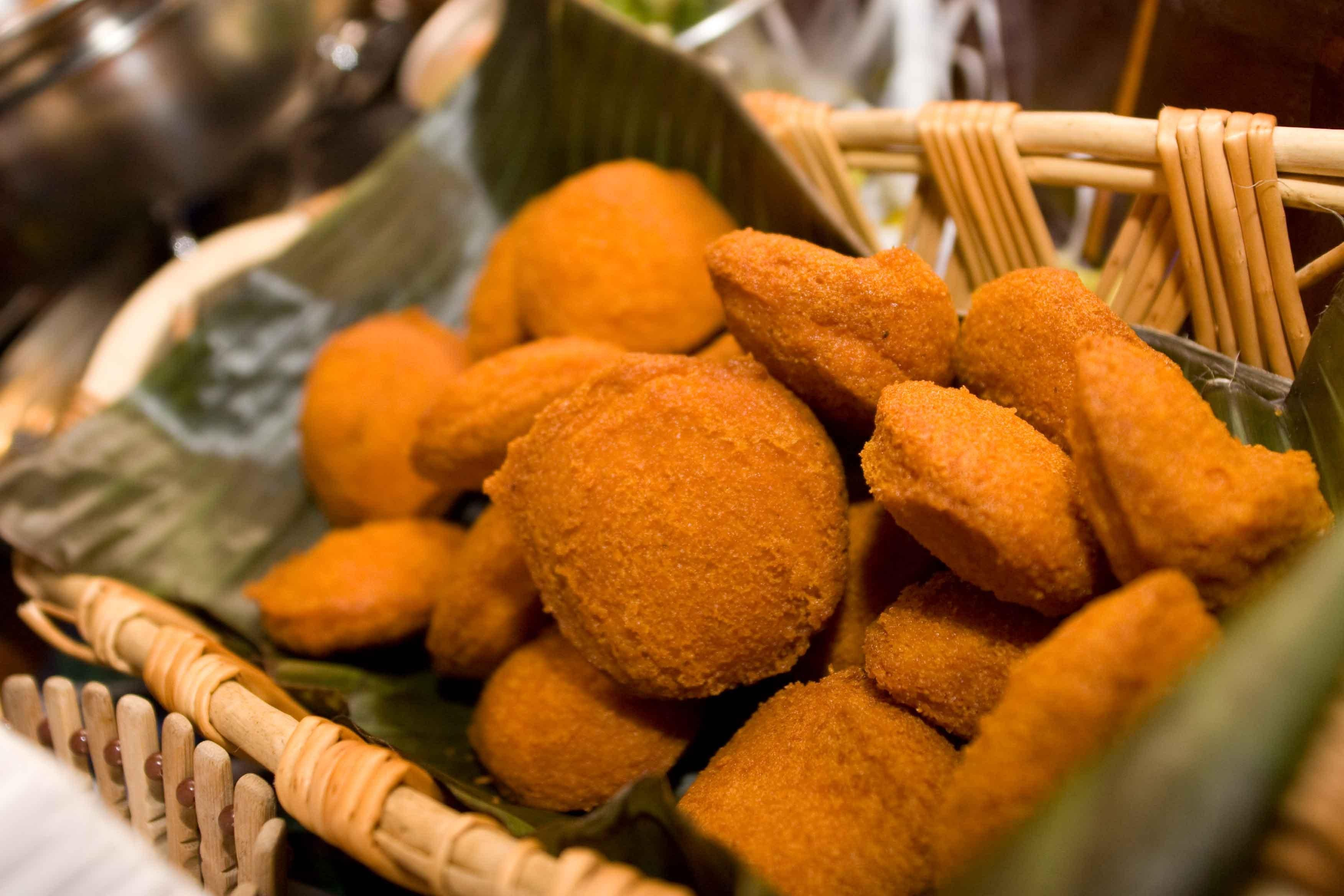
Akara

## Příklady beninských pokrmů
- Fufu, nevýrazná placka používaná jako příloha, rozšířená po celé Africe
- Kuli kuli, pokrm ze smažených arašídů, který je považován za národní jídlo Beninu[1]
- Wagasi, měkký sýr z kravského mléka typický pro severní Benin a pro národ Fulbů. Město Parakou je známo pro výrobu tohoto sýra.
- Akara, fritované fazolové kuličky
- Garri, pokrm z maniokové mouky[2]
- Aloko, smažené plantainy[2]
- Jollof rice, západoafrická rýžová směs[2]
- Massa, pokrm podobný palačince[2][3]

## Příklady beninských nápojů
- Jáhlové pivo
- Sodabi, palmová pálenka